# 吉岡俊正
吉岡 俊正（よしおか としまさ）は、日本の医学者（医学教育学・小児腎疾患）、医師。学位は医学博士（北里大学・1990年）。学校法人東京女子医科大学理事長。
ヴァンダービルト大学医学部講師、東京女子医科大学医学部主任教授、学校法人東京女子医科大学副理事長などを歴任した。

## 来歴

### 生い立ち
医学者の吉岡守正の子として生まれた。父と同じく医学の道を志し、北里大学に進学し医学部で学んだ。1979年、北里大学を卒業した。なお、1990年には、博士論文「Impaired preservation of GFR during hypotension in preexistent renal hypoperfusion」にて、北里大学より医学博士の学位を取得している。
大学卒業後は、研修医として北里大学病院の小児科に勤務する。その後、アメリカ合衆国に渡った。1984年、ハーバード大学医学大学院のボストン小児病院にて、腎臓病科のリサーチフェローとなった。

### 研究者として
1987年、ヴァンダービルト大学にて、医学部の講師に就任した。医学部においては、主として小児科を担当した。その後、日本に帰国した。1994年、東京女子医科大学にて、医学部の講師に就任した。講師としては、主として腎臓小児科を担当した。1997年には、東京女子大学の医学部にて助教授に就任した。助教授としては、当初は主に薬理学を担当したが、2001年からは医学教育学を担当した。2003年、東京女子医科大学の医学部にて主任教授に就任した。主任教授としては、主として医学教育学を担当した。また、東京女子医科大学を設置・運営する法人である「学校法人東京女子医科大学」においては、理事も務めた。2010年には、法人の副理事長に就任した。2013年4月1日には、吉岡博光の後任として、法人の理事長に就任した。
そのほかの役職としては、2012年より、文部科学省の審議会等のひとつである大学設置・学校法人審議会にて学校法人分科会の委員を務めた。また、日本の大学に対する認証評価機関である大学基準協会にて、大学評価委員・主査を務めた。また、日本国外の大学においても、フィジー大学の医学部の認証評価主査や、モンゴル医科大学の外部評価委員などを務めた。

## 研究
専門は医学であり、医学教育学や小児腎疾患といった分野を中心に研究に取り組んだ。東京女子医科大学では医学教育学教室を担当し、「テュートリアル教育」や「チーム・ベースド・ラーニング」の導入に力を注いだ。学術団体としては、西太平洋地区医学教育連盟では会長を務め、日本医学教育学会や日本医学英語教育学会では理事を務めた。また、日本医学教育学会では、医学教育分野別評価基準策定委員会の委員長も務めた。全国医学部長病院長会議の医学部・医科大学の教育評価に関わる検討委員会や、日本私立医科大学協会の治験推進委員会では、それぞれ委員を務めた。

## 家族・親族
- 吉岡彌生（義大伯母） - 教育者・医師
- 吉岡荒太（大伯父） - 教育者・医師
- 吉岡正明（祖父） - 教育者・医師
- 吉岡彌生（祖母） - 教育者・医師
- 吉岡守正（父） - 医学者・医師
- 岩本絹子（はとこ） - 教育者・医師

## 略歴
- 1979年 - 北里大学医学部卒業。
- 1979年 - 北里大学病院小児科研修医。
- 1984年 - ボストン小児病院腎臓病科リサーチフェロー。
- 1987年 - ヴァンダービルト大学医学部講師。
- 1994年 - 東京女子医科大学医学部講師。
- 1997年 - 東京女子医科大学医学部助教授。
- 2003年 - 東京女子医科大学主任教授。
- 2003年 - 東京女子医科大学理事。
- 2010年 - 東京女子医科大学副理事長。
- 2012年 - 文部科学省大学設置・学校法人審議会学校法人分科会委員。
- 2013年 - 東京女子医科大学理事長。

## 著作

### 共著
- 矢崎義雄編『医の未来』岩波書店、2011年。ISBN 9784004313007

### 分担執筆
- 吉田一郎・大西弘高編著『実践PBLテュートリアルガイド』南山堂、2004年。
- 東京女子医科大学医学部テュートリアル委員会編『テュートリアル教育――新たな創造と実践』新版、篠原出版新社、2009年。ISBN 9784884123277

### 翻訳
- World Federation for Medical Education編、吉岡俊正・小島多香子監訳、大久保由美子・菅沼太陽翻訳協力『世界医学教育連盟グローバルスタンダード』2003年版、吉岡俊正、2010年。

### 監修
- 副島昭典・吉岡俊正監修、松澤直輝・青柳一正編『腎とフリーラジカル』7集、東京医学社、2004年。ISBN 4885631505